# ألفرد إيفنسن
ألفرد إيفنسن هو موزع نرويجي، ولد في 1883، وتوفي في 1942.

## وصلات خارجية
- ألفرد إيفنسن على موقع ميوزك برينز (الإنجليزية)
- ألفرد إيفنسن على موقع ديسكوغز (الإنجليزية)